# Mitsuko Yoshikawa
Mitsuko Yoshikawa (吉川 満子?) (21 de junio de 1901 – 8 de agosto de 1991) fue una actriz japonesa. Debutó durante la era de cine mudo en 1926 y se retiró en 1984, siendo su última película The Funeral, que fue dirigida y escrita por Juzo Itami.

## Filmografía

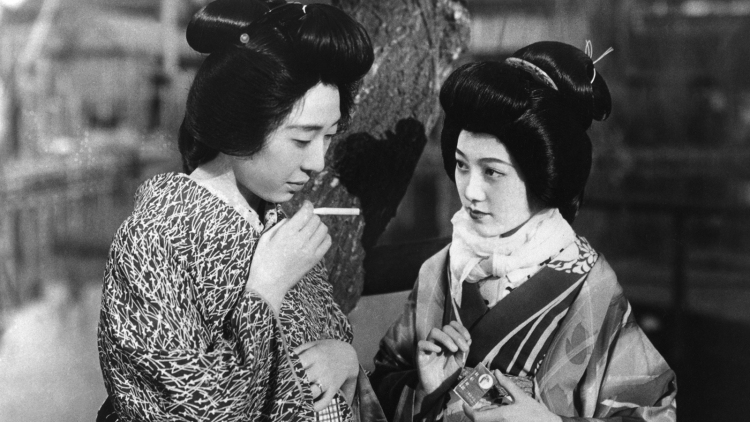
Mitsuko Yoshikawa juntó con Sumiko Mizukubo en Lejos de ti

Actuó en 260 películas entre 1926 y 1984. incluyendo:
- Kimi to wakarete: Lejos de ti, dir. Mikio Naruse (1933)
- Sueños cotidianos (夜ごとの夢) dir. Mikio Naruse (1933)
- Jinsei no onimotsu: La carga de la vida, dir. Heinosuke Gosho (1935)
- Hitori musuko: The Only Son, dir. Yasujirō Ozu (1936)
- Nobuko (信子 Nobuko?) (1940)
- Toda-ke no kyōdai (戸田家の兄妹 ) Brothers and Sisters of the Toda Family, dir. Yasujirō Ozu (1941)
- Aru yo no Tonosama (1946)
- Akogare no Hawaii kōro  (1950)
- Anillo de compromiso (Kon'yaku yubiwa) (1950)
- Takekurabe: Adolescence aka Growing Up Twice aka Growing Up aka Child's Play (1955)
- Zangiku monogatari: The Story of the Last Chrysanthemums (1956)
- The Funeral (1984)